# Otto von Taube

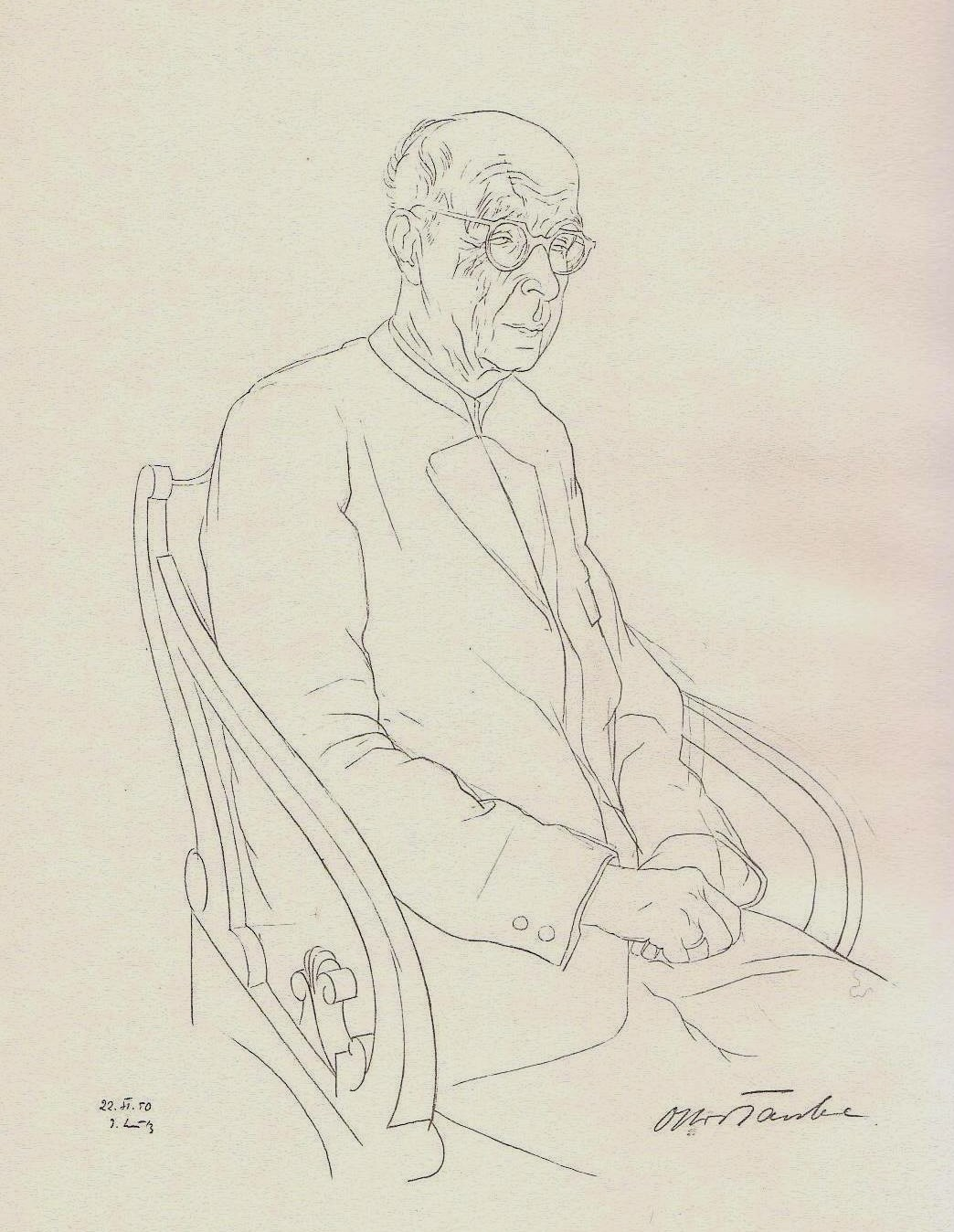
Otto von Taube – Zeichnung von Joachim Lutz 1950

Otto Adolf Alexander Freiherr von Taube (* 9. Junijul. / 21. Juni 1879greg. in Reval; † 30. Juni 1973 in Gauting) war ein deutscher Schriftsteller, Jurist, Kunsthistoriker und Übersetzer.

## Biographie
Otto von Taube war ein Nachkomme des alten deutsch-baltischen Adelsgeschlechts derer von Taube und wuchs im Schloss seines Großvaters in Estland auf. Die Erinnerungen an diese Zeit schlugen sich in späteren Werken (Aus dem alten Estland (1944) und Wanderjahre (1950)) nieder.
Nach Abschluss der Schulzeit studierte er zunächst Rechtswissenschaften an der Universität Leipzig (Dr. jur. 1902), wechselte jedoch zur Kunstgeschichte (Dr. phil. Universität Halle 1910), da er eine für ihn vorgesehene Beamtenlaufbahn ablehnte. Bald begann er ein Wanderleben. Die Erlebnisse mit Tippelbrüdern und Handwerksburschen verarbeitete er in seinem 1935 fertiggestellten Roman Die Metzgerpost.
Ab 1910 arbeitete er als freier Schriftsteller, intensiv auch für den Leipziger Insel Verlag. In der dortigen Insel-Bücherei gab er u. a. Übertragungen von Ausgewählten Sonetten des portugiesischen Nationaldichters Camões (IB 264) und Calderóns Stück Der Schulze von Zalamea (IB 354) heraus. Taube war eng befreundet mit den Verlagsautoren Hugo von Hofmannsthal und Rudolf Alexander Schröder. Die Begegnung mit ihnen und mit Rainer Maria Rilke, der ebenfalls im Insel Verlag veröffentlichte, schilderte er in seiner 1967 erschienenen Autobiographie Begegnungen und Bilder. Magnus Hirschfeld, ebenfalls ein Freund, nahm ihn 1914 in seine Liste der prominenten homosexuellen Dichter auf. Eine nicht näher definierte Freundschaft verband ihn auch mit dem Archäologen Georg von Brauchitsch.
Als Romanautor debütierte Taube 1913 mit Der verborgene Herbst. 1921 gab er die Erinnerungen von Helene Freifrau von Taube, Am russischen Hof in den Jahren der deutschen Reichsgründung, im Berliner Kentaur-Verlag heraus und veröffentlichte 1925 bei C. H. Beck eine Biographie Rasputins.
Taube war auch befreundet mit Gregor Strasser. Nach dem Kapp-Putsch trat er aus der DNVP aus. 1923 bekannte sich Taube in der Zeitschrift Der Türmer zum Nationalsozialismus:

„Gerade in jenen Verzweiflungstagen finde ich eine Gemeinschaft, […] die […] den Gedanken des Deutschtums auf reiner völkischer Grundlage vertritt, […] die endlich dem gesunden bayerischen – und deutschen – Volkswillen Geltung zu verschaffen sich bestrebt […]. Dies alles finde ich bei den Nationalsozialisten samt der Erkenntnis, daß in Zeiten wie heute nur stetes Wollen frommt und ‚gegen Extreme nur mit Extremen‘ zu wirken ist […] Hier finde ich die rettende Rücksichtslosigkeit und, wonach ich schon lange schrie, einen Führer. Ich finde bei Adolf Hitler nicht nur das zündende Wort, das eine Bewegung zur volkstümlichen macht, sondern auch den Willen, für das Wort zu leiden und zu siegen; […] ich finde den Willen zur Tat […].“

Doch angesichts des Hitlerputsches im selben Jahr erkannte Taube seinen Irrtum und sagte sich vom Nationalsozialismus los. Er begann sogleich mit der Arbeit am Roman Das Opferfest, einer 1926 veröffentlichten humorvoll-bitteren Satire, in der er die Absonderlichkeiten der Deutschtümelei bloßstellte. Während der Zeit des Nationalsozialismus erschien seine zweibändige Geschichte unseres Volkes (1938 und 1942). Er stand im Kontakt zu Adam von Trott zu Solz und war 1940 bei einer konspirativen Besprechung u. a. mit Reinhold Schneider „über die Herbeiführung eines Regierungswechsels“ zugegen. 1943 versteckte die Familie von Taube ein jüdisches Kind.
Der polyglotte Taube – er soll acht Sprachen beherrscht haben – war ein vielgefragter Übersetzer. Er übertrug neben dem schon erwähnten Calderon Autoren wie den Heiligen Franziskus von Assisi, William Blake, Stendhal, D’Annunzio und Nikolai Leskow ins Deutsche. Otto von Taubes Bibliographie umfasst 1172 Einträge (Bücher, Beiträge in Zeitungen und Anthologien etc.).
Seit dem 14. Oktober 1918 war er verheiratet mit Marie Freiin von Doernberg (* 7. April 1891 in Altona; † 23. März 1961 in München). Das Paar hatte zwei Kinder: Christian (* 1919 in Weimar, gefallen am 3. Mai 1945), sowie Maria (* 1922 in Gauting; † 29. Juli 2013 in Starnberg). Maria Taube lebte nach dem Tod der Mutter bei ihrem Vater.
Ab 1921 bis zu seinem Tod lebte Taube in Gauting bei München, wo er auch begraben wurde.

## Ehrungen
Das Gymnasium in Gauting trägt seit 1975 den Namen Otto-von-Taube-Gymnasium.

## Werke (Auswahl)
- Gedichtsammlungen
  - Verse (1907)
  - Gedichte und Szenen. Insel Verlag, Leipzig 1908.
  - Licht der Welt. Eine Gedichtsammlung. Chr. Kaiser Verlag, München 1946.

- Romane
  - Der verborgene Herbst. Insel Verlag, Leipzig 1913.
  - Die Löwenpranke. Insel Verlag, Leipzig 1921.
  - Das Opferfest. Insel Verlag, Leipzig 1926.
  - Die Metzgerpost. Verlag Friedrich Stollberg, Merseburg 1936.
  - Die Wassermusik. Düsseldor: August Bagel, 1948
- Dokumentationen, Biografisches
  - Das Buch der Keyserlinge. An der Grenze zweier Welten. Lebenserinnerungen aus einem Geschlecht. 1. bis 5. Auflage, S. Fischer, Berlin 1937.
  - Wirkungen Luthers. Berlin: Eckart Verlag 1939
  - Klage und Jubel. Briefe um den Tod eines jungen Christen. Chr. Kaiser Verlag, München 1946.

## Auszeichnungen
- ordentliches Mitglied der Bayerischen Akademie der Schönen Künste
- Großes Verdienstkreuz des Verdienstordens der Bundesrepublik Deutschland.
- 1949–1953: Mitglied der Deutschen Akademie für Sprache und Dichtung.
- 1952: Dr. theol. h.c. Universität Erlangen
- 1958: Komtur des Verdienstordens der Republik Italien
- 1961: Bayerischer Verdienstorden

## Nachlass
Der mehr als 180 Archivkartons umfassende schriftliche Nachlass von Otto von Taube liegt im Literaturarchiv der Monacensia in München. Ein kleinerer Bestand ist außerdem in der Handschriftenabteilung der Bayerischen Staatsbibliothek vorhanden.